# Aroaphila
Aroaphila är ett släkte av skalbaggar. Aroaphila ingår i familjen vivlar.
Kladogram enligt Catalogue of Life:
| Aroaphila | \| \| Aroaphila cyphothorax \| \| \| \| \| \| Aroaphila fulvospreta \| \| \| \| \| \| Aroaphila integrirostris \| \| \| \| \| \| Aroaphila rugicollis \| \| \| \| \| \| Aroaphila suturalis \| \| \| \| |
|           | \| \| Aroaphila cyphothorax \| \| \| \| \| \| Aroaphila fulvospreta \| \| \| \| \| \| Aroaphila integrirostris \| \| \| \| \| \| Aroaphila rugicollis \| \| \| \| \| \| Aroaphila suturalis \| \| \| \| |
|           | Aroaphila cyphothorax |
|           | |
|           | Aroaphila fulvospreta |
|           | |
|           | Aroaphila integrirostris |
|           | |
|           | Aroaphila rugicollis |
|           | |
|           | Aroaphila suturalis |
|           | |